# Roland Morisseau
Roland Morisseau, né à Port-au-Prince le 22 septembre 1933 et mort le 29 juin 1995 à Montréal, est un poète haïtien et ancien professeur. Il est considéré comme l'un des poètes les plus en vus de sa génération.

## Biographie
Né le 22 septembre 1933 à dans la ville de Port-au-Prince, Morisseau a entamé ses études primaires à l'institut Jean-Marie Guilloux. Puis ses études secondaires au lycée Toussaint Louverture où il fit connaissance de la poésie en lisant des œuvres d'André Chénier. Plus tard il fera la connaissance de plusieurs jeunes poètes de sa génération dont Anthony Phelps, René Philoctète, Davertige et Serge Legagneur. Ensemble ils vont crée le groupe "Samba" qui deviendra plus tard "Haïti Littéraire".
À ses débuts, Morisseau suit les tendances de deux poètes du groupe (Anthony Phelps et René Philoctète) qui, à l'époque optaient pour une poésie "engagé". Bientôt fasciné par des poètes tels que  Dylan Thomas et Hölderlin, il en subit l'influence et choisit de créer ses poèmes dans le moule d'une thématique universelle.
Exilé à Montréal sous la pression du régime duvaliériste en 1965, enseignant pendant environ une trentaine d'année à l'Ecole Polyvalente Pointe aux-Trembles, il a publié plusieurs recueils de poésie dont Cinq poème de Reconnaissance (1961), Germination d'espoir (1962), La chanson de Roland (1979), un ouvrage regroupant des poèmes de 1960 à 1970. Une rétrospective de son œuvre, Poésie, a été éditée chez Guernica (Montréal) en 1993. Nombres de ses textes ont été traduits en espagnol et en anglais. Roland Morisseau est mort un mercredi 28 juin 1995 à Montréal.

## Œuvres
- Cinq poème de Reconnaissance. (1961)
- Germination d'espoir. (1962)
- Clef du soleil. (1963)
- La Promeneuse au Jasmin. (1988)[5]
- Poésie, Guernica. (1993)[6]